# Unione Sportiva Cremonese
Maillots
Actualités
L'Unione Sportiva Cremonese, abrégée en US Cremonese et plus souvent appelée la Cremonese, est un club de football italien basé à Crémone, chef-lieu de la province de Crémone, en Lombardie.
L'équipe évolue en Serie A depuis la saison 2025-2026.

## Histoire
L'US Cremonese est fondée le 24 mars 1903.

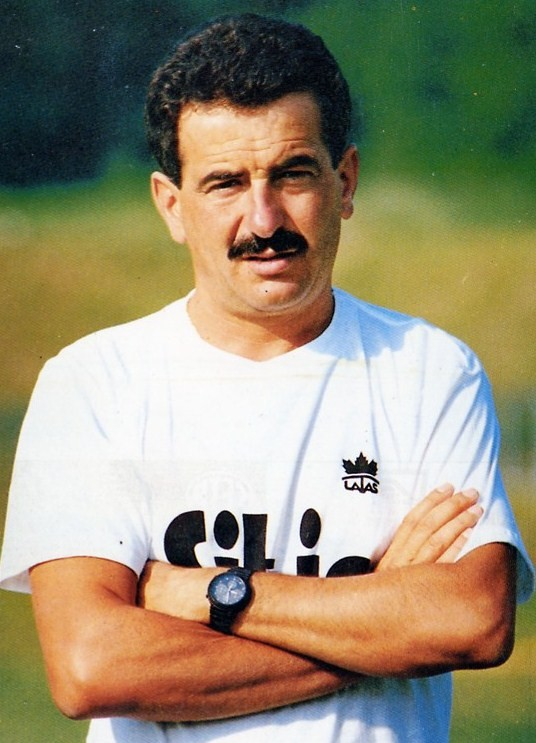
Emiliano Mondonico

En 1984, l'US Cremonese entrainée par Emiliano Mondonico ancien footballeur du club dans les années 1960 et 1970 et emmené notamment par Gianluca Vialli remonte en Serie A après plus d'un demi-siècle d'absence.
L'US Cremonese remonte également en 1989, en 1991 et 1993.
Crémone remporte la Coupe anglo-italienne en 1993.
En 2022, Crémone est de retour en Serie A, puis est relégué l'année suivante en Serie B.
En 2025, le club est de nouveau promu en Serie A.

## Palmarès et résultats

### Palmarès
| Compétitions nationales                                                                                                   | Compétitions internationales                            | Compétitions jeunes                                      |
| Championnats - Serie C / Serie C1 : - Champion (4) : 1936, 1942, 1977, 2005 - Serie D : - Champion (3) : 1954, 1968, 1971 | Coupes - Coupe anglo-italienne : - Vainqueur (1) : 1993 | Coupes - Coppa Italia Primavera : - Vainqueur (1) : 1987 |

## Identité du club

### Couleurs
En 1903, année de fondation du club, les couleurs choisies étaient le blanc et le lilas. Le 20 septembre 1914, à l'occasion du championnat de Promozione Lombarda 1913-1914, l'US Cremonese décide de changer pour le gris et rouge, couleurs qu'elle arbore toujours aujourd'hui.

### Logo
L'emblème du club est pratiquement identique à celui de la ville de Crémone qui est un bras avec une boule d'or dans sa main.

Logo utilisée de 1985 à 1997.
Logo utilisée jusqu'en 1985 et depuis 1997.

### Maillots
| 1926-1929 | 1956-1957 | 1991-1996 | 2012-2014 | 2012-2014 | 2014-2016 | 110e anniversaire |

## Personnalités

### Joueurs emblématiques
- Antonio Cabrini
- Paolo Castellini
- Enrico Chiesa
- Francesco Colonnese
- Giuseppe Favalli
- Attilio Lombardo
- Dario Marcolin
- Giandomenico Mesto
- Luca Mondini
- Emiliano Mondonico
- Domenico Morfeo
- Angelo Orlando
- Fausto Pizzi
- Michelangelo Rampulla
- Christian Riganò
- Salvatore Sirigu
- Luigi Turci
- Gianluca Vialli
- Sergio Viotti
- Rubén Da Silva
- Zlatko Dedič
- Gustavo Dezotti
- Matjaž Florjančič
- Anders Limpar
- John Mensah
- Władysław Żmuda

## Structures du club

### Stades

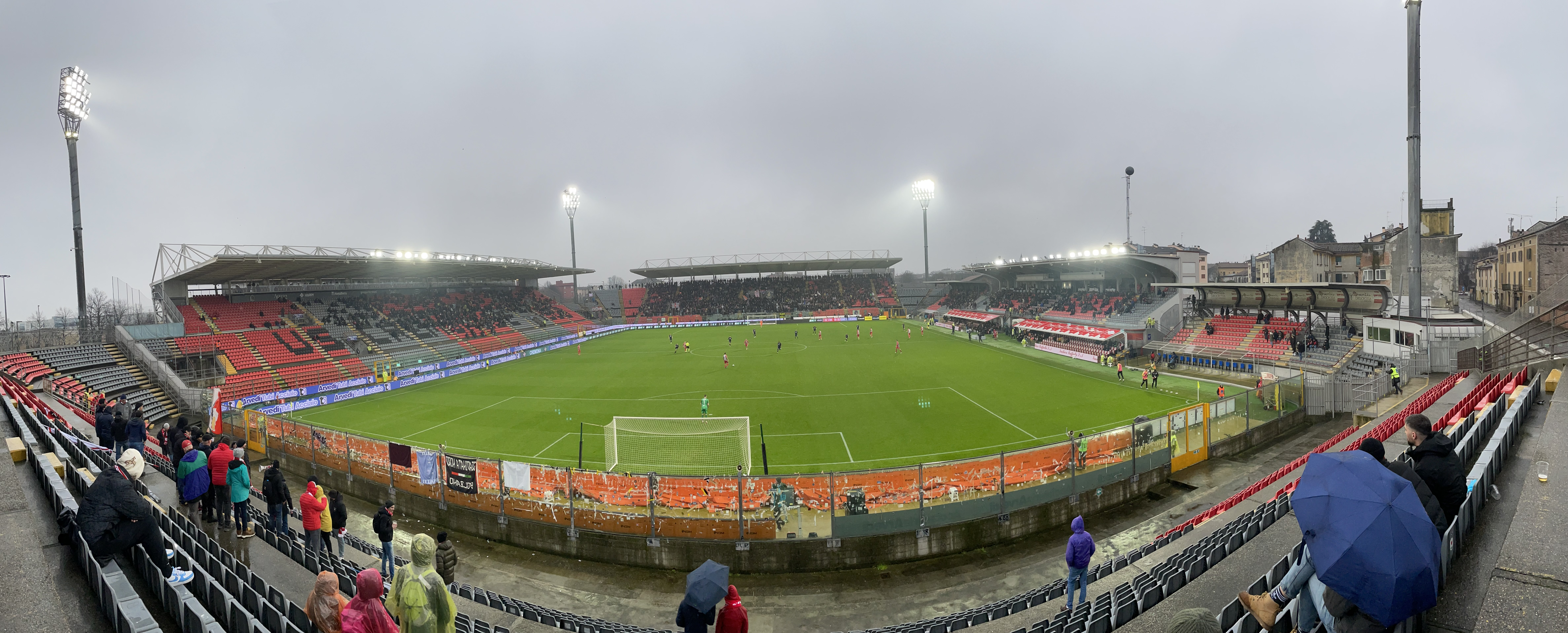
Stade Giovanni-Zini.

L'US Cremonese évolue dans une enceinte de 15 191 places inaugurée en 1919.